# Аль-Асад (семейство)
Семья аль-Асад (араб. آل الأسد) — бывшая правящая семья и ее ближайшие родственники в Сирии с того момента, как Хафез аль-Асад стал президентом Баасистской Сирии в 1971 году, до краха семейного правления страной 8 декабря 2024 года в правление Башара аль-Асада.
Семья аль-Асадов установила авторитарную правящую систему, где партия Баас находилась в иерархии политических партий, в то время как остальные партии подпадали под ее эгидой в так называемый Национальный прогрессивный фронт.
После смерти президента Хафеза в 2000 году его сын Башар сменил его у власти. Это будет одна из немногих успешных попыток унаследовать власть по сравнению с другими попытками в аналогичных режимах.
Семья аль-Асадов родом из Кардахи, расположенной к востоку от Латакии на северо-западе Сирии.
Семья принадлежит к алавитскому меньшинству, а ее члены принадлежат клану Кальбия.
Фамилия аль-Асад восходит к 1927 году, когда Али Сулейман принял её, возможно, из-за своего социального статуса посредника и своей политической деятельности. Все члены семьи аль-Асада являются потомками Али Сулеймана и его второй жены Наасы, выходцами из деревни в горах сирийского побережья.
Семья имела крепкие отношения и имела важное влияние в сирийской политике. Многие члены семьи, близкие к Хафезу аль-Асаду, занимали важные посты в правительстве с момента его прихода к власти.

## Генеалогия
- Али Сулейман аль-Асад[англ.] (1875—1963), алавит из города Кардаха в Латакии. Дважды был женат, 11 детей.
  - Ибрагим аль-Асад, старший сын Али от первой жены Саады, единокровный брат Хафеза. Жена — Умм Анвар.
    - Малек аль-Асад, был известен как контрабандист.

  - Ахмад аль-Асад (1910—1975), единокровный брат Хафеза.
    - Анвар аль-Асад.
      - Хилял аль-Асад (1967—2014), офицер и заводчик лошадей, погиб в гражданской войне.
        - Сулейман Хилял аль-Асад (убит в декабре 2024), в 2016 году осуждён по обвинению в убийстве.

      - Хаэл аль-Асад, командир военной полиции 4-й танковой бригады, комендант тюрьмы.
      - Харун аль-Асад, чиновник в г. Кардаха.
      - Даад аль-Асад, замужем за генералом Зухейром аль-Асадом, своим дальним кузеном.

  - Исмаил аль-Асад (1913 — ?), единокровный брат Хафеза.
    - Тауфик аль-Асад.
      - Мухаммад аль-Асад, контрабандист и лидер криминальной группировки, затем — командир алавитской милиции в Кердахе, убит в 2015 году.
        - Хусейн аль-Асад, сменил своего отца, командир про-асадовской милиции «Львы Хусейна[англ.]».

  - Хафез аль-Асад (1930—2000), президент Сирии (1971—2000). Жена Аниса Махлуф (1930—2016).
    - Бушра аль-Асад (род. 1960) — фармацевт, вдова генерала Асефа Шауката, пятеро детей.
    - Басиль аль-Асад (1962—1994) — офицер, погиб в автокатастрофе.
    - Башар аль-Асад (род. 1965) — президент Сирии (2000—2024), по образованию офтальмолог. Жена — Асма аль-Асад (аль-Ахрас). У пары трое детей.
      - Хафез аль-Асад (род. 2001), закончил МГУ им. Ломоносова, кандидат математических наук (2024).
      - Зейн аль-Асад (род. 2003).
      - Карим аль-Асад (род. 2004).

    - Меджид аль-Асад (1966—2009) — инженер-электрик, страдал тяжёлыми психическими заболеваниями. Жена Руа Аюб (род. 1976), детей нет.
    - Махер аль-Асад (род. 1967) — офицер, командующий республиканской гвардией. Женат, две дочери.

  - Джамиль аль-Асад[фр.] (1932—2004), депутат парламента Сирии, мелкий предприниматель, политически не был влиятелен.
    - Мунзер аль-Асад[фр.] (род. 1961), член отрядов «Шабиха», подозревался в международной торговле оружием.
    - Фаваз аль-Асад[фр.] (1962—2015), член отрядов «Шабиха».
    - одна из дочерей замужем за сыном экс-министра внутренних дел Сирии Гази Канаана.

  - Рифат аль-Асад (род. 1937) — формальный вице-президент Сирии (1984—1998), в многолетней эмиграции. Четырежды был женат, 16 детей.
    - Сивар аль-Асад[фр.] (род. 1975) — писатель и общественный деятель в эмиграции.
    - Рибал аль-Асад (род. 1975) — общественный деятель в эмиграции.
    - Сомар аль-Асад.
    - Ламия аль-Асад, замужем за сыном генерала Шафика Фаяда.
    - Мудар аль-Асад.
    - Тумадир аль-Асад.
    - Фирас аль-Асад.